# 디지털 비디오 레코더

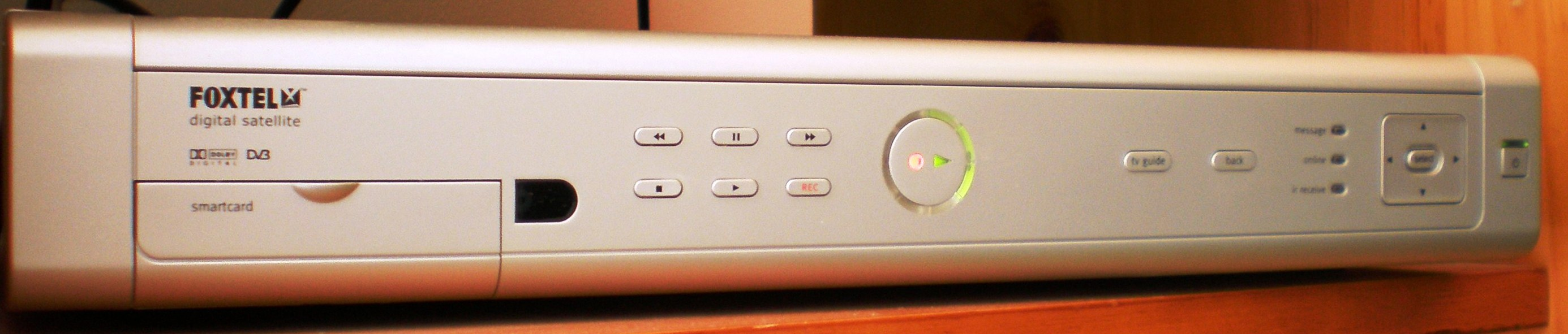
Foxtel iQ

디지털 비디오 레코더(영어: digital video recorder, DVR)는 영상을 비디오 테이프가 아닌 하드 디스크 기반의 디지털 저장 장치에 기록할 수 있는 장비를 말한다. PVR(personal video recorder)이라고도 한다.
또한 디스크에 영상을 저장하거나 저장된 영상을 재생할 수 있는 분리형(stand-alone) 셋톱박스나 PC에서 이용할 수 있는 소프트웨어도 포함한다.

## 역사
최초의 DVR 은 1965년 7월 8일에 CBS에서 스포츠 방송을 멈추거나 되돌리는(rewind) 방법을 찾던 도중에 연구되었다. Ampex는 1967에 최초의 상용 하드 디스크 기반 DVR을 출시하였다. HS-100은 아날로그 방송을 하드 디스크에 최대 30초 동안 녹화할 수 있었다.

## 개인용 영상 녹화기 (PVR)
개인용 영상 녹화기(Personal video recorder 혹은 digital personal video recorder)는 텔레비전 방송을 디지털 저장 장치에 녹화할 수 있는 장비이다.

### 하드 디스크 기반 PVR
ReplayTV 와 TiVo는 1999년 라스베이거스에서 열린 소비자 가전 전시회(CES)에서 공개한 초기의 DVR 이었다. ReplayTV는 영상 부문에서 "Best of Show" 상을 수상하였지만, 상업적으로 훨씬 더 성공한 것은 TiVo였다. 이 장비는 꾸준히 개발되어 DVD 레코딩, 광고 건너뜀(skip), 인터넷을 통한 영상 공유, PDA 나 네트워크로 연결된 PC, 웹 브라우저를 통한 원격 제어 등의 많은 기능을 제공하게 되었다.
이로써 (기존의 VCR에서는 제공되었던) "타임 시프팅" 이라고 하는 기능을 통해 생방송을 멈추게 하거나, 재미있었던 장면을 다시 보거나 광고를 건너뛰는 등의 "트릭 모드"를 사용할 수 있게 되었다.

### 개인용 컴퓨터
마이크로소프트 윈도우나 리눅스, 매킨토시가 설치된 PC를 PVR 로 사용할 수 있도록 해 주는 소프트웨어와 하드웨어가 있으며, 이는 홈 시어터 PC(HTPC) 애호가들에게는 대중적인 옵션이다.

#### 리눅스
리눅스에서 동작하는 GPL 기반의 많은 오픈 소스 DVR 응용 프로그램들이 존재한다.
- MythTV
- Freevo
- VDR 보관됨 2002-09-11 - 웨이백 머신
- KnoppMyth

SageTV에서는 젠투(Gentoo) 리눅스에 기반한 상용 제품을 판매하고 있다.

#### 맥킨토시
Elgato에서는 EyeTV (400 / 500 / DTT 등) 시리즈의 DVR 장비를 생산하고 있다. 이 장비와 함께 제공되는 소프트웨어도 또한 EyeTV 라고 한다.

#### 윈도
마이크로소프트 윈도우에서 동작하는 GB-PVR 이나 MediaPortal 등의 몇몇 무료 DVR 응용 프로그램이 있다.

### 원본 영상
텔레비전과 비디오는 때때로 혼용해서 쓸 수 있는 용어이기도 하지만, 기술적으로는 구분한다. 비디오는 텔레비전의 영상 부분을 말하지만 텔레비전은 영상과 음성이 하나의 반송 주파수 (즉 텔레비전 채널)에 실려 변조된 것을 말하며, 동시에 여러 개의 주파수가 전송될 수 있다. (즉 동시에 여러 개의 채널을 전송할 수 있다)

#### 아날로그 방송 복제 방지
많은 양산형 DVR 은 CGMS-A (Copy Generation Management System--Analog) 라는 복제 방지 시스템을 구현하고 있다. 이 표준은 아날로그 영상 신호의 수직 귀선 기간(VBI - Vertical blanking interval)에 다음 중 하나의 설정값을 부호화하여 기록한다.
- 자유롭게 복제 가능
- 복제 불가능
- 오직 한 번만 복제 가능
- 이미 한 번 복제된 것으로 더 이상의 복제는 불가능

CGMS-A 정보는 아날로그 텔레비전 방송 신호에 포함되어 있을 수 있으며, 이는 이 정보를 이해하지 못하는 아날로그 VCR에서 녹화되고 재생되는 동안에도 계속 보존된다. 만약 이 영상을 PVR 로 복사하게 되면 그때 해당 CGMS-A 정보가 효력을 발휘하게 된다.

## 보안 문제
2003년에 미국 워싱턴주의 야키머시의 경찰국에서 고위 간부나 용의자들의 활동을 녹화하기 위해 경찰차에서 DVR을 사용하기 시작하였다. 그 이후로 다른 곳의 경찰에서도 기존의 아날로그 비디오 시스템에 비해 가격도 낮고 성능이 우수한 DVR 을 사용하기 시작하였다.

## 같이 보기
- 셋톱 박스